# Dossier de crédit
 (janvier 2021).
La mise en forme du texte ne suit pas les recommandations de Wikipédia : il faut le « wikifier ».
Les points d'amélioration suivants sont les cas les plus fréquents. Le détail des points à revoir est peut-être précisé sur la page de discussion.
- Les titres sont pré-formatés par le logiciel. Ils ne sont ni en capitales, ni en gras.
- Le texte ne doit pas être écrit en capitales (les noms de famille non plus), ni en gras, ni en italique, ni en « petit »…
- Le gras n'est utilisé que pour surligner le titre de l'article dans l'introduction, une seule fois.
- L'italique est rarement utilisé : mots en langue étrangère, titres d'œuvres, noms de bateaux, etc.
- Les citations ne sont pas en italique mais en corps de texte normal. Elles sont entourées par des guillemets français : « et ».
- Les listes à puces sont à éviter, des paragraphes rédigés étant largement préférés. Les tableaux sont à réserver à la présentation de données structurées (résultats, etc.).
- Les appels de note de bas de page (petits chiffres en exposant, introduits par l'outil «  Source ») sont à placer entre la fin de phrase et le point final[comme ça].
- Les liens internes (vers d'autres articles de Wikipédia) sont à choisir avec parcimonie. Créez des liens vers des articles approfondissant le sujet. Les termes génériques sans rapport avec le sujet sont à éviter, ainsi que les répétitions de liens vers un même terme.
- Les liens externes sont à placer uniquement dans une section « Liens externes », à la fin de l'article. Ces liens sont à choisir avec parcimonie suivant les règles définies. Si un lien sert de source à l'article, son insertion dans le texte est à faire par les notes de bas de page.
- La présentation des références doit suivre les conventions bibliographiques. Il est recommandé d'utiliser les modèles {{Ouvrage}}, {{Chapitre}}, {{Article}}, {{Lien web}} et/ou {{Bibliographie}}. Le mode d'édition visuel peut mettre en forme automatiquement les références.
- Insérer une infobox (cadre d'informations à droite) n'est pas obligatoire pour parachever la mise en page.

Pour une aide détaillée, merci de consulter Aide:Wikification.
Si vous pensez que ces points ont été résolus, vous pouvez retirer ce bandeau et améliorer la mise en forme d'un autre article.
Cet article traite du concept général du terme antécédents de crédit et dossier de crédit.
Un antécédent de crédit est un historique de paiement des créances d'un emprunteur. Un dossier de crédit est un historique des antécédents de crédit d'un emprunteur provenant de plusieurs sources, incluant les banques, les compagnies de carte de crédit, les agences de recouvrement et le gouvernement. La cote de crédit, aussi appelée le pointage de crédit, d'un emprunteur est le résultat du calcul d'un algorithme mathématique à partir d'informations contenu au dossier de crédit, couplé à d'autres sources, afin de déterminer les risques de prêter de l'argent à une personne définie.
Dans plusieurs pays, lorsqu'un consommateur effectue une demande de crédit auprès d'une banque, d'une compagnie de carte de crédit ou tout autre prêteur, les renseignements personnels qu'il consent à partager sont transférés à des agences d'évaluation de crédit. Ces agences utilisent alors l'information collectée pour constituer un dossier contenant plusieurs renseignements personnels, dont l'ensemble des antécédents de crédit du consommateur. Le prêteur ayant accès à ce dossier peut évaluer le niveau de risque de défaut de paiement qu'il attribue au consommateur en fonction de ses antécédents de crédit, ce qui lui permet de prendre une décision plus éclairée. Autrement dit, le prêteur détermine la capacité potentielle du consommateur à rembourser le prêt demandé. Les prêteurs évaluent favorablement le fait de payer les dettes à temps. Au contraire, ils évaluent défavorablement les retards de paiement. Un paiement à l'avance ne compense pas forcément un retard de paiement.

## Usages de l'antécédent de crédit
La précision des dossiers de crédit est un enjeu largement discuté. En général, les acteurs de l'industrie du crédit maintiennent que les données contenues dans les dossiers de crédit sont très précises,. Pour soutenir ces prétentions, les agences d'évaluation de crédit mentionnent leur propre recherche sur 52 dossiers de crédit pour mettre en valeur le fait que ceux-ci soient justes. La Consumer Data Industry Association a témoigné devant le Congrès des États-Unis que les dossiers qui avaient dû être modifiés pour erreur ne composait que deux pour cent des dossiers concernés par une contestation quelconque. Toutefois, il persiste une précoccupation général quant au fait que les dossiers soient sujets à des erreurs. En réponse à ces préoccupations, le Congrès américain a édicté une série de lois qui vise à résoudre autant les erreurs de dossier que cette perception.
Si un consommateur américain conteste les informations contenues dans son dossier de crédit, l'agence d'évaluation de crédit a 30 jours pour vérifier l'information. Plus de 70 pour cent de ces contestations sont résolues dans un délai de 14 jours. Par la suite, le consommateur est avisé de la résolution du problème. La Federal Trade Comission indique qu'une des grandes agences d'évaluation de crédit affirme que 95 pour cent des consommateurs ayant formulé une contestation sont satisfaits du résultat.
L'autre facteur qui vient influer sur la décision du prêteur d'octroyer un crédit ou un prêt constitue le revenu du consommateur. En règle générale, plus les revenus d'un individu sont importants, toutes choses étant égales par ailleurs, plus il aura accès à une somme importante en crédit. C'est donc sur la base conjointe de l'antécédent de crédit et du revenu d'un individu que les prêteurs prennent la décision d'octroyer ou non un prêt.
Ces facteurs aident non seulement les prêteurs à déterminer s'ils octroient le prêt, mais aussi à quelles conditions ils l'octroient. Comme les prix des prêts sont largement basés sur le risque dans le secteur des services financiers, le dossier est d'autant plus important qu'il est parfois le seul indicateur sur lequel les prêteurs se basent pour établir le taux annuel effectif global (TEAG), la période de grâce ainsi que d'autres obligations contractuelles liés aux cartes de crédit ou aux prêts.

## Calcul d'un pointage de crédit
La forme du pointage de crédit, autrement appelé score ou encore cote de crédit, dépend du modèle choisis, mais en général, le système de pointage FICO constitue le standard aux États-Unis, au Canada et dans d'autres régions du monde. Les facteurs pris en compte se ressemblent et peuvent inclure:
- Historique de paiement (contribue à 35% sur l'échelle de score FICO): Un historique de mauvais paiements aura tendance à faire baisser le pointage de crédit d'un individu. En général, les systèmes de pointage de crédit prendront en compte les évènements négatifs suivants: remises de dette, collectes de dette, retards de paiement, reprises, saisies immobilières, transactions judiciaires, faillites, séquestre, jugements. Ces évènements sont considérés selon leur degré de sévérité, le temps écoulé depuis l'évènement ainsi que leur fréquence. Un événement récent sera considéré comme plus grave qu'un vieil événement. Évidemment, plus les événements sont nombreux et plus ils sont conséquents, plus ils auront un impact sur le pointage.
- Dettes (contribue à 30% sur l'échelle de score FICO): Cette catégorie prend en compte la somme et les types de dette qu'assume un consommateur et qui sont reflétés dans son dossier de crédit. Le montant de la dette d'un individu divisé par sa limite de crédit s'appelle le ratio d'utilisation de crédit[7]. Il existe trois types de dettes à considérer dans ce calcul:
  - Crédit renouvelable: C'est la dette de carte de crédit, carte de crédit de détail ou carte de carburant. Alors que les marges de crédit hypothécaire ont des conditions renouvelables, la majeure partie de la dette considérée est une véritable dette renouvelable non garantie contractée avec une carte. L'outil de mesure le plus important de cette catégorie se nomme l'"Utilisation du crédit". C'est la relation entre le crédit actuellement utilisé (donc en dette) et la limite de crédit permise. Ce calcul, présenté sous forme de pourcentage, est effectué en divisant le montant total de crédit renouvelable utilisé (si l'individu possède, par exemple, plusieurs cartes de crédit) par la limite totale, multiplié par 100. Plus le pourcentage d'utilisation d'un consommateur est élevé, moins son pointage risque d'être bon. C'est pour cette raison que fermer des comptes de carte de crédit est généralement une mauvaise idée lorsqu'on tente d'améliorer son pointage. En effet, il y a de forte chances que la fermeture d'un compte soustraie plus de "limite possible" que de dette réelle, ce qui fera augmenter le pourcentage d'utilisation.
  - Crédit à tempérament: C'est la dette où l'on octroie un prêt en échange d'un remboursement en plusieurs versements sur une période de temps fixée. Un bon exemple de ce type de dette est le prêt automobile. Dans la majorité des cas, l'acheteur remboursera sa voiture en faisant un paiement fixe tous les mois sur une période de 36, 48 ou 60 mois. Bien que le crédit à tempérament soit considéré dans le système de pointage, il est loin derrière le crédit renouvelable en termes d’importance. Cela découle du fait que ce type de dette est généralement assuré par l'éventuelle saisie du bien qui fait l'objet du prêt, tel une voiture, un bateau ou encore une maison. Afin d'éviter cela, le consommateur aura tendance à faire beaucoup plus d'effort dans le remboursement de ce type de dette.
  - Dette ouverte: C'est le type de dette le moins commun parmi les trois. Elle consiste en une dette qui doit être payée en entièreté tous les mois. Par exemple, les cartes de paiements constituent des dettes ouvertes. Un exemple précis serait la Green Card proposée par la compagnie American Express. Dans les versions antérieures du système de pointage FICO, la dette ouverte était traitée de concert avec la dette renouvelable, mais les nouvelles versions l'ont exclu du calcul de pourcentage d'utilisation.
- Ancienneté de dossier (contribue à 15% sur l'échelle de score FICO): En général, plus un dossier de crédit est vieux, plus il est stable. Cela implique que l'ancienneté du compte est favorable à un bon pointage de crédit. L'ancienneté est quantifiée à travers deux données: l'âge du dossier lui-même ainsi que l'âge moyen des comptes bancaires qui y figurent. L'âge du dossier de crédit est déterminé par la date d'ouverture de compte du plus vieux compte de crédit bancaire qui y est enregistré. L'âge moyen des comptes se calcule en prenant compte de tous les comptes bancaires au dossier, qu'ils soient ouverts ou fermés.
- Diversité de comptes (contribue à 10% sur l'échelle de score FICO): Le fait d'avoir différentes sortes de crédits est aussi bénéfique pour le pointage de crédit. Le fait d'avoir plusieurs expériences de crédits (Carte de crédit, crédit à tempérament, hypothèque, etc.) démontre une certaine habileté à gérer ses comptes, ce qui est forcément favorable à l'évaluation de crédit.
- Recherches de nouveau crédit (contribue à 10% sur l'échelle de score FICO): À chaque fois qu'une compagnie dépose une demande d'information à propos du dossier de crédit d'un individu, la demande est enregistrée au dossier. Il existe un grand nombre de type de demandes, certaines ayant une incidence sur la crédibilité d'un consommateur alors que d'autres non. Les demandes n'affectant pas la crédibilité d'un individu ("soft inquiries" en anglais), ne restent au dossier que pour une période de 6 mois et ne sont pas visibles pour les prêteurs et n'ont pas d'effet sur le pointage. On retrouve dans cette catégorie:
  - Demandes pré-sélectives: Sur la base de critères prédéfinis par une institution de crédit, de prêt ou d'assurance, il arrive que les agences d'évaluation de crédit vendent les informations de contact d'individus répondant aux critères recherchés par la compagnie.
  - Maintenance, gestion ou révision des comptes: Les institutions de crédit contrôlent périodiquement les dossiers de leurs clients.
  - Une agence de conseillers en crédit peut obtenir sans répercussions négatives, avec la permission du client, son dossier de crédit.
  - Demande de divulgation au consommateur: Un individu peut avoir accès à son propre dossier de crédit sans que cela ait d'impact. Au Canada, cet accès est gratuit.
  - Demandes relative à l'évaluation d'un candidat pour un emploi
  - Demandes relatives aux assurances
  - Demandes relatives aux services publics
- Les demandes qui peuvent avoir un effet sur la crédibilité d'un individu ("hard inquiries" en anglais) sont celles faites par les prêteurs lorsqu'un consommateur cherche à obtenir un crédit ou un prêt dans le cadre des motifs permis. Un prêteur, lorsqu'il dispose d'un motif permis, tel que définit dans le Fair Credit Reporting Act aux États-Unis ou dans les différentes lois provinciales au Canada, peut accéder au dossier d'un potentiel client. Ce type de demande peut affecter le pointage de crédit, mais ce n'est pas toujours le cas. Il peut être bénéfique pour l'image et le pointage d'un consommateur de garder ce type de demande au minimum possible. En effet, lorsqu'un prêteur pourrait interpréter un grand nombre de demandes effectuées en peu de temps comme un indicateur que l'individu éprouve des difficultés financières et présente donc un risque en tant que client.

## Acquérir et comprendre les antécédents de crédit et le pointage
Généralement, les consommateurs peuvent consulter leur historique de crédit en déposant une demande de dossier aux agences d'évaluation de crédit. Il est aussi possible de faire corriger toute erreur au dossier si nécessaire.
Aux États-Unis, le Fair Credit Reporting Act encadre les entreprises qui compilent les dossiers de crédit. Cette catégorie d'entreprise englobe les trois grandes agences d'évaluation de crédit, soit Experian, Equifax et TransUnion, autant que les petites agences s'occupant de particuliers comme les prêteurs sur salaire, les entreprises de services publics, les casinos, les propriétaires de logement, les fournisseurs de services médicaux ou encore les employeurs. De plus, selon les exigences du Fair Credit Reporting Act, ces entreprises ont l'obligation de fournir une copie gratuite de son dossier de crédit à n'importe quel individu en faisant la demande, une fois par année.
Le gouvernement du Canada offre une publication gratuite intitulée Comprendre votre dossier de crédit et votre pointage de crédit. Ce document fournit des exemples de dossier de crédit et de pointages de crédit accompagnés des explications nécessaires afin de comprendre les notations et les codes utilisés. Le document contient aussi des informations sur les façons d'améliorer son historique de crédit et les moyens pour détecter un vol d'identité ou une fraude. La publication est disponible en ligne sur http://www.fcac.gc.ca, le site de l' Agence de la consommation en matière financière du Canada . Des copies papier peuvent également être commandées sans frais pour les résidents du Canada.
Dans certains pays, les dossiers de crédit sont compilés et maintenus non seulement par des agences privées, mais aussi par une banque centrale. Par exemple, en Espagne, le Central de Información de Riesgos (traduction littérale: Centre d'information sur le risque) est conservé par la Banque d'Espagne. Dans ce pays, les individus peuvent obtenir leur dossier de crédit gratuitement en effectuant une demande en ligne ou par courrier.

## Antécédents de crédit et immigration
En général, les antécédents de crédit ne transitent pas entre les pays, même lorsqu'il s'agit d'une agence de crédit multinationale ou d'un réseau d'agences. Par exemple, Equifax Canada ne partage pas ses informations de crédit avec Equifax États-Unis. Cela implique qu'une personne ayant vécu et consommé au Canada pendant de nombreuses années pourrait se voir refuser un prêt si elle déménageait aux États-Unis, et ce à cause d'un manque d'antécédents, même si L'individu bénéficiait d'un excellent dossier au Canada.
Les immigrants doivent donc généralement établir un nouvel historique de crédit dans leur pays d'accueil. Il est donc souvent difficile pour ceux-ci d'obtenir une carte de crédit ou une hypothèque avant d'avoir travaillé et consommé de façon stable dans le pays pendant de nombreuses années.
Certains prêteurs prennent en considération les antécédents de crédit provenant d'autres pays, mais cette pratique n'est pas commune. Par exemple, American Express offre la possibilité de transférer les cartes de crédit d'un pays à un autre, ce qui permet de rebatir un historique de crédit plus facilement.

## Crédit défavorable
Antécédents de crédit défavorable, aussi appelé antécédents de crédit subprime, antécédents de crédit non-inscrits, les antécédents de crédit douteux, mauvais antécédents de crédit et de mauvais antécédents de crédit, est un négatif cote de crédit .
Une cote de crédit négative est souvent considérée comme indésirable par les prêteurs et autres prêteurs aux fins de prêter de l'argent ou du capital.
Aux États-Unis, l'antécédent de crédit d'un consommateur est compilé dans un dossier par les agences d'évaluation de crédit. Les données collectées par ces agences sont essentiellement fournies par des créanciers. Cela inclus généralement des informations précises sur la relation qu'entretient le créancier avec son débiteur. Ces informations détaillées comprennent habituellement des informations sur les comptes, l'historique de paiement, les limites de crédit, les fonds disponibles ainsi que les actions en recouvrement de dette. Tout cela est partagé régulièrement (généralement mensuellement) et révisé par les prêteurs afin de déterminer si l'individu est digne de confiance pour l'octroi d'un prêt et selon quelles exigences.
À mesure que le crédit devenait plus populaire, il devenait plus difficile pour les prêteurs d'évaluer et d'approuver les demandes de carte de crédit et de prêt en temps opportun et de manière efficace. Pour résoudre ce problème, la notation de crédit a été adoptée. Un avantage de la notation était qu'elle rendait le crédit accessible à plus de consommateurs et à moindre coût.
Le pointage de crédit décrit le processus de notation d'un dossier de crédit à l'aide d'algorithmes mathématiques. La valeur numérique émise donne un indice de la solvabilité de l'individu auquel appartient le dossier. Ce score, allant de 300 à 850 aux États-Unis et de 300 à 900 au Canada, est basé sur une analyse statistique de l'antécédent de crédit du consommateur en comparaison des autres débiteurs et permet une évaluation du risque financier rapide, standardisée et sans préjudice pour le prêteur. Toutes les agences d'évaluation du crédit offrent le service de pointage de crédit.
Les cotes de crédit évaluent la probabilité qu'un emprunteur rembourse un prêt ou une autre obligation de crédit en fonction de facteurs tels que ses antécédents d'emprunt et de remboursement, les types de crédit qu'il a contractés et la durée globale de ses antécédents de crédit. Plus le score est élevé, meilleurs sont les antécédents de crédit et plus la probabilité que le prêt soit remboursé à temps est élevée. Lorsque les créanciers signalent un nombre excessif de retards de paiement ou des problèmes de recouvrement des paiements, le score en souffre. De même, lorsque des jugements défavorables et une activité d'agence de recouvrement sont signalés, le score diminue encore plus. Les défaillances répétées ou les entrées dans les archives publiques peuvent abaisser le score et déclencher ce qu'on appelle une cote de crédit négative ou des antécédents de crédit défavorables.
Le score est calculé selon plusieurs facteurs comme le montant de la dette en fonction de la limite de crédit accordée, les crédits passés et la façon dont ils ont été payés, le temps écoulé depuis le début de leur historique de crédit. Les types de crédit octroyés et le nombre de requêtes de dossier faites. Les trois grandes agences d'évaluation de crédit, soit Equifax, Experian et TransUnion, vendent leurs évaluations des individus aux prêteurs. Fair Isaac est un des trois développeurs majeurs d'algorithme de pointage de crédit utilisé par les agences. L'un des facteurs du score FICO d'un consommateur est la vérification de son historique de crédit. Lorsqu'un prêteur demande une cote de crédit, cela peut entraîner une légère baisse de la cote de crédit,. En effet, comme indiqué ci-dessus, un certain nombre de demandes de renseignements sur une période relativement courte peuvent indiquer que le consommateur se trouve dans une situation financière difficile.

## Conséquences
Les informations contenues dans un dossier de crédit sont vendues pas les agences d'évaluation de crédit aux compagnies qui considèrent offrir un crédit à des individus ou d'autres compagnies. Ces informations sont aussi disponibles à d'autres entités disposant de motifs permis, tel que défini dans le Fair Credit Report Act aux États-Unis ou les lois provinciales au Canada. Les conséquences d'une cote de crédit négative sont généralement la réduction des chances d'obtenir un crédit à un taux favorable, si ce n'est les chances d'obtenir un crédit tout court. Les raux d'intérêts sont largement affectés par les antécédents de crédit: plus la cote est haute, plus les intérêts seront bas, et inversement. Cest en augmentant les intérêts que les prêteurs compensent pour le risque accru de défaut de paiement.
Aux États-Unis et au Canada, il arrive que les assureurs, les locateurs de logement et les employeurs refusent un individu sur la base du dossier de crédit. Une nouvelle étude montre que cette pratique dans le domaine de l'emploi empêche certains individus de rentrer dans le cycle du travail. Selon les estimations, un Américain sans emploi sur quatre a déjà dû se soumettre à une évaluation de crédit en appliquant pour un emploi. Étant donné l'ampleur du phénomène, celui-ci est devenu une réelle préoccupation de l'administration américaine. La législation fédérale oblige les employeurs à recevoir le consentement des candidats avant de faire une évaluation de crédit, mais il est impossible de forcer un employeur à divulguer les raisons pour lesquelles il refuse un candidat.
Il est important de noter que ce ne sont pas les agences d'évaluation de crédit qui décide si un score est défavorable ou non. Chaque prêteur et compagnie de crédit dispose de ses propres barèmes et politiques et déterminera selon celle-ci s'il considère le dossier comme défavorable. Ces barèmes ne sont généralement pas divulgués à la clientèle pour des raisons de concurrence. Cependant, aux États-Unis, un créancier est obligé de donner la raison de son refus d'octroyer un crédit ainsi que le nom et l'adresse de l'agence d'évaluation de crédit qui lui a fourni le dossier sur lequel il s'est basé pour prendre sa décision.

## Abus
Des consommateurs astucieux et des individus vicieux ont réussi à identifier et exploiter certaines vulnérabilités du système de score afin d'obtenir du crédit. Par exemple, la possession antérieure d'une carte de crédit peut significativement augmenter les chances d'obtenir plus de crédit, alors que des problèmes en matière de protection des renseignements privés peuvent empêcher la découverte de certaines fraudes. Certaines compagnies de télécommunication, à cause de leurs relations avec les agences d'évaluation de crédit, ont permis la création de faux dossier de crédit, protégés par des politiques qui empêchent un tiers d'obtenir des renseignements détenus par le gouvernement. Bien que le système soit conçu de façon à protéger prêteurs et consommateurs, il existe des failles exploitables pour l'individu opportuniste. On retrouve parmi les multiples techniques employées: le barratage, les demandes de crédit en succession rapide, la vérification de crédit en boucle, le gel de crédit sélectif, faire une demande pour petite entreprise au lieu d'un individu, le fait de se joindre au crédit d'un autre individu ("piggybacking" en anglais) ou encore le piratage. À ce sujet, voir ce qui s'est passé chez Equifax en avril et septembre 2017.
De plus, les fraudes peuvent être commises les agences d'évaluation de crédit elles-mêmes. En 2013, Equifax et TransUnion furent condamnés à payer 23.3 millions de dollars US par le Consumer Financial Protection Bureau pour avoir trompé les consommateurs à propos des couts de leurs services. Certains services annoncés à un dollar étaient en réalité facturés 200 dollars par année.